# Hotel Mama
Hotel Mama ist ein umgangssprachlich ironisierendes Schlagwort für ein Elternhaus, in dem junge Erwachsene – sogenannte „Nesthocker“ – nach Ende der Adoleszenz weiterhin oder wieder im Haushalt ihrer Eltern leben. Der Begriff bezieht sich auf die traditionelle soziale Rollenverteilung, bei der typische Arbeiten im Haushalt wie Kochen oder Reinigung weiterhin der Mutter zugeschrieben werden. Bekannt wurde der Ausdruck „Nesthocker-Phänomen“. Das Thema Nesthocker war Gegenstand einer Fernsehreihe namens Hotel Mama von Christos Yiannopoulos, die vom ZDF ausgestrahlt wurde, und des Kinofilms Tanguy – Der Nesthocker.
Das verlängerte Wohnen daheim bei den Eltern ist eine Etappe zur Eigenständigkeit als Erwachsener.

## Statistiken
Bei jungen Erwachsenen in Italien und Spanien werde dieses Phänomen als „Mammismo“ bezeichnet; so sollen 70 % der unverheirateten italienischen Männer über dreißig im elterlichen Haushalt leben. Insbesondere in Frankreich und Großbritannien wurde in Studien ebenfalls ein deutlicher Trend registriert. Daten der Generations and Gender Survey 2008/09 zufolge zeigen neun untersuchte Länder in Europa ein Geschlechter- und Ost-West-Gefälle; so würden insbesondere Georgien und osteuropäische Staaten einen höheren Anteil sogenannter „Nesthocker“ aufweisen als Deutschland, Frankreich und die Niederlande. Österreich liege dagegen im Mittelfeld. Nach Angaben des statistischen Bundesamts 2010 würden in Deutschland vor allem junge Männer zwischen 18 und 24 zu 71 % bei ihren Eltern wohnen, weibliche Altersgenossen dagegen lediglich zu 57 %. Im Jahr 2000 hätten 65 % der jungen Erwachsenen noch bei den Eltern gewohnt, ihr Anteil blieb somit nahezu konstant, erfuhr aber vorher einen Zuwachs. Was in Italien üblich sei, erfahre nach Angaben von Manfred Günther in Deutschland eine „Renaissance“. In Staaten wie Italien gibt es weder Wohngeld noch BAföG, in Nordeuropa seien die Quoten dagegen geringer, da dort vor allem Studenten finanziell vom Staat unterstützt würden.
Seit den 1980er Jahren wird von der Forschung in vielen Ländern Westeuropas und in den Vereinigten Staaten eine Erhöhung des durchschnittlichen Auszugsalters beobachtet, wobei Italien mit seinen besonders anhänglichen erwachsenen Söhnen an der Spitze stehe. Während in den alten Bundesländern junge Männer mit durchschnittlich 26 Jahren ausziehen, tun dies junge Frauen deutlich früher. Jedoch ist der „Auszug“ als biographischer Übergang nicht einfach zu definieren, „da er sich oft über einen längeren Zeitraum hinzieht und es nicht selten nach einem ersten Versuch zumindest vorübergehend zu einem Wiedereinzug ins Elternhaus kommt“ („Generation boomerang“). Erst mit der Gründung eines eigenen Hausstandes ist dieser Prozess definitiv abgeschlossen. Weit verbreitet sind auch Mischformen: „etwa ein Fünftel der jungen Erwachsenen pendelt zwischen dem Elternhaus und einer zweiten Wohnmöglichkeit, z. B. Studentenwohnheim“. Uneinigkeit herrscht zudem darüber, ab welchem Alter man von einem Spätauszug sprechen kann; „in einigen Studien wird das 25., in anderen das 23. Lebensjahr angesetzt“.

## Ursachen
Für einen Spätauszug werden unterschiedliche Gründe aufgeführt: Nach Angaben der deutschen Shell-Studie 2010 haben mehr als 90 % der Jugendlichen ein gutes Verhältnis zu ihren Eltern und sind mit ihren Erziehungsmethoden häufig einverstanden. So würden fast drei Viertel aller Jugendlichen ihre eigenen Kinder so erziehen, wie sie selbst erzogen wurden. Demnach sei „es nur verständlich“, dass auch das „Hotel Mama“ weiterhin gefragt sei: „Fast drei Viertel aller Jugendlichen wohnen noch bei ihren Eltern – insbesondere weil es kostengünstig und bequem ist.“ Neben der „Arbeitsplatzknappheit“ käme laut Klaus Hurrelmann eine „Verlängerung der Ausbildungszeiten“ hinzu: Man habe „in einer Zeit, in der die Kindheit zugleich immer kürzer wird, die Pubertät häufig schon mit zehn oder elf Jahren einsetzt“, die Jugendlichen „in den Bildungseinrichtungen geparkt“, und es dauere daher „immer länger, bis Berufseinstieg, Auszug aus dem Elternhaus und eigene Kinder den Schritt in die Erwachsenenwelt“ dokumentieren. Zudem sei aufgrund einer „Juvenalisierung des Erwachsenenalters“ die notwendige Spannung zwischen den Generationen „fast verschwunden“, was es Jugendlichen immer schwerer mache, sich abzulösen: „Konflikte mit den Eltern seien zu gering, die wirtschaftlichen Verhältnisse zu schwierig, das »Hotel Mama« zu bequem.“ Zudem würden Heirat und Familiengründung auf spätere Lebensjahre verschoben. Papastefanou stellte dazu fest, „dass viele Nesthocker in der gesamten Entwicklung verzögert sind“. Das fange bereits im Jugendalter an, wo man von „Adoleszenzverspätungen“ spreche. Typische Merkmale seien ein verspäteter erster sexueller Kontakt, spätere Selbstständigkeit und ein tendenziell jüngerer Freundeskreis: „Der Spätauszug ist der Endpunkt einer verzögerten Ablösung.“ Diese setzte sich dann weiter fort, indem sie zumeist erst dann ausziehen, „wenn sie schon einen Partner haben“, um von „einer Familiensituation“ in eine neue zu gehen.
Es wird jedoch von Soziologen auch darauf hingewiesen, dass zahlreiche junge Erwachsene nicht aus Bequemlichkeit, sondern schlicht aus Kostengründen im Elternhaus wohnen. Längere Ausbildungszeiten und stark steigende Mieten insbesondere in beliebten Universitätsstädten seien der Grund, warum viele junge Erwachsene die Lebenshaltungskosten eines Auszugs nicht tragen können.

## Trivia
Im Oktober 2023 hat eine italienische Mutter vor Gericht erfolgreich durchgesetzt, dass ihre beiden 40 und 42 Jahre alten Söhne zu Hause ausziehen müssen. Die beiden waren trotz mehrfacher Aufforderungen vorher nicht freiwillig ausgezogen und hatten auch keine Miete gezahlt oder Hausarbeiten geleistet.